# Kucura
Kucura (ćir.: Куцура, mađ.: Kucora, njem.:Kutzura ) je naselje u općini Vrbas u Južnobačkom okrugu u Vojvodini.

## Stanovništvo
U naselju Kucura živi 	4.663 stanovnika, od toga 3.587 punoljetna stanovnika, a prosječna starost stanovništva iznosi 38,3 godina (36,6 kod muškaraca i 40,0 kod žena). U naselju ima 1.623   domaćinsta, a prosječan broj članova po domaćinstvu je 2,86.
Prema popisu stanovništva iz 1991. godine u naselju je živjelo 4.713 stanovnika.
| Etnički sastav 2002. |            |        |
| Narod                | Stanovnika | %      |
| Rusini               | 2.200      | 47,17% |
| Srbi                 | 1.808      | 38,77% |
| Mađari               | 352        | 7,54%  |
| Crnogorci            | 90         | 1,93%  |
| Ukrajinci            | 49         | 1,05%  |
| Hrvati               | 44         | 0,94%  |
| Slovaci              | 16         | 0,34%  |
| Muslimani            | 15         | 0,32%  |
| Romi                 | 12         | 0,25%  |
| Makedonci            | 11         | 0,23%  |
| ostali               | 10         | 0,20%  |
| nepoznato            | 36         | 0,77%  |

| broj stanovnika | 4731  | 4783  | 4881  | 4655  | 4687  | 4713  | 4663  |
|                 | 1948. | 1953. | 1961. | 1971. | 1981. | 1991. | 2001. |

## Galerija
- Rimokatolička crkva
- Pravoslavna crkva
- Grkokatolička crkva

## Šport
- FK Iskra Kucura, nogometni klub

## Vanjske poveznice
- Karte, udaljenonosti, vremenska prognoza  Arhivirana inačica izvorne stranice od 9. prosinca 2008. (Wayback Machine)
- [neaktivna poveznica]